# Montone
Montone és un comune (municipi) de la província de Perusa, a la regió italiana d'Úmbria, situat uns 35 km al nord de Perusa. L'1 de gener de 2018 tenia 1.642 habitants.
Montone és un poble medieval emmurallat, amb petites industries i vivendes envoltant el centre de la ciutat. La ciutat és l'origen de la família de condottieri Fortebracci, el membre més famós de la qual va ser Braccio da Montone.

## Història
Considerat d'origen medieval, Montone apareix al segle X com un feu del Margraviat de Colle i posteriorment de la família Del Monte. El 1121 Montone, ara sota el control directe de Perusa, va ser autoritzat a ser autogovernat sota els seus propis estatuts.
El 1414 es va lliurar a Braccio da Montone. La seva família ho va mantenir fins a principis del segle xvi, quan els Vitelli ho van adquirir. Més endavant, en el mateix segle, va ser annexionat als Estats pontificis.
El 10 de juliol de 1944 a les rodalies de Morlupo, a 2 km al nord de Montone, el naik Yeshwant Ghadge, de la 10a divisió índia va guanyar pòstumament la Creu Victòria, el major guardó militar britànic, per la valentia sota el foc enemic.